# Elementy Euklidesa

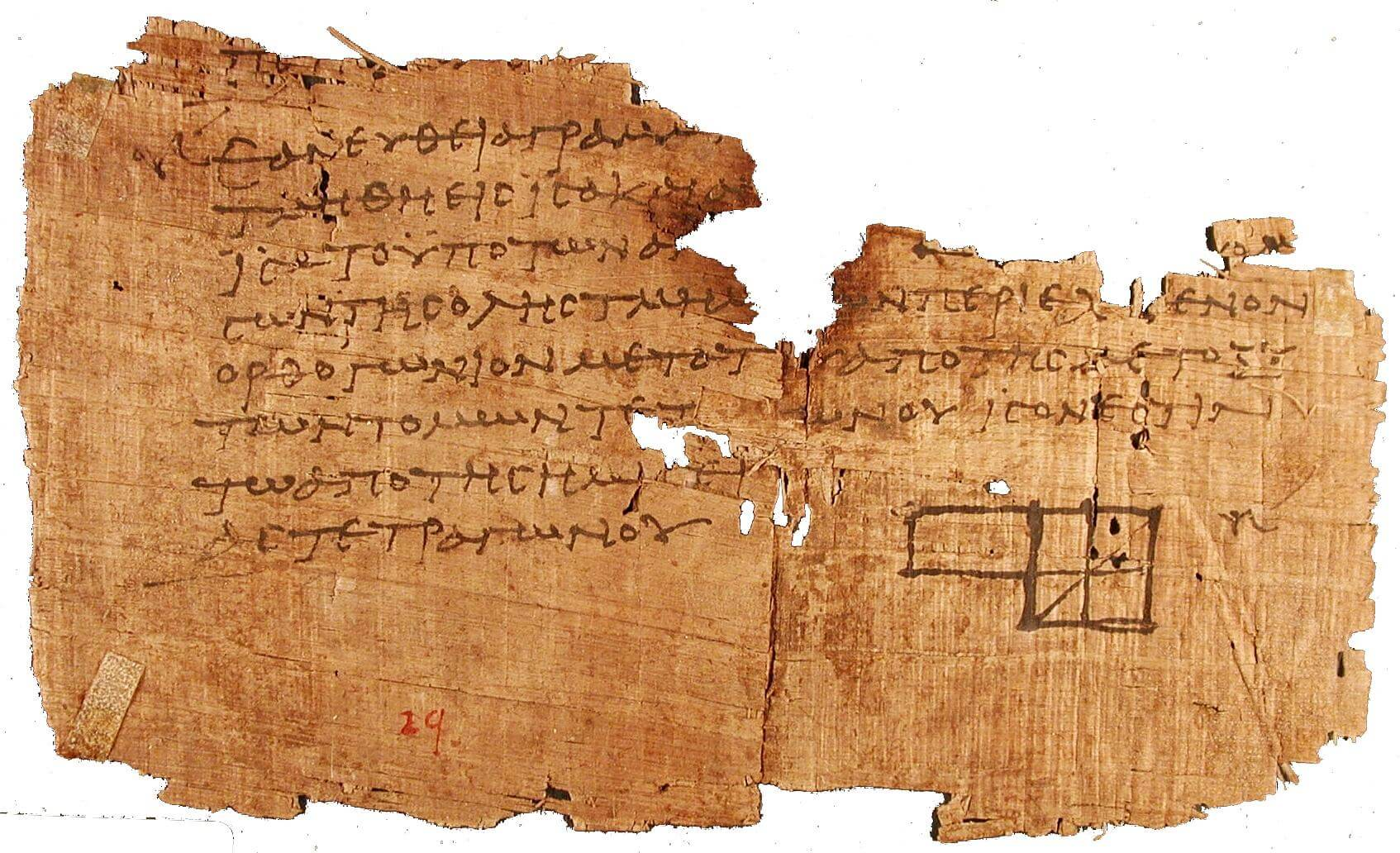
Oxyrhynchus 29, papirus z III w. n.e. z Elementami Euklidesa

Elementy (gr. Στοιχεῖα, Stoicheia) – pochodzący z końca IV wieku p.n.e. traktat geometryczny i arytmetyczny autorstwa Euklidesa, obejmujący swym zakresem podstawowe zagadnienia obu tych nauk.
Elementy, jedno z najsłynniejszych dzieł naukowych w historii ludzkości, ukształtowały sposób myślenia o teoriach matematycznych i stały się wzorcem do naśladowania w wielu dziedzinach nauki. Są klasycznym przykładem metody dedukcyjnej i świadectwem siły rozumowania dedukcyjnego opartego na logice.

## Historia

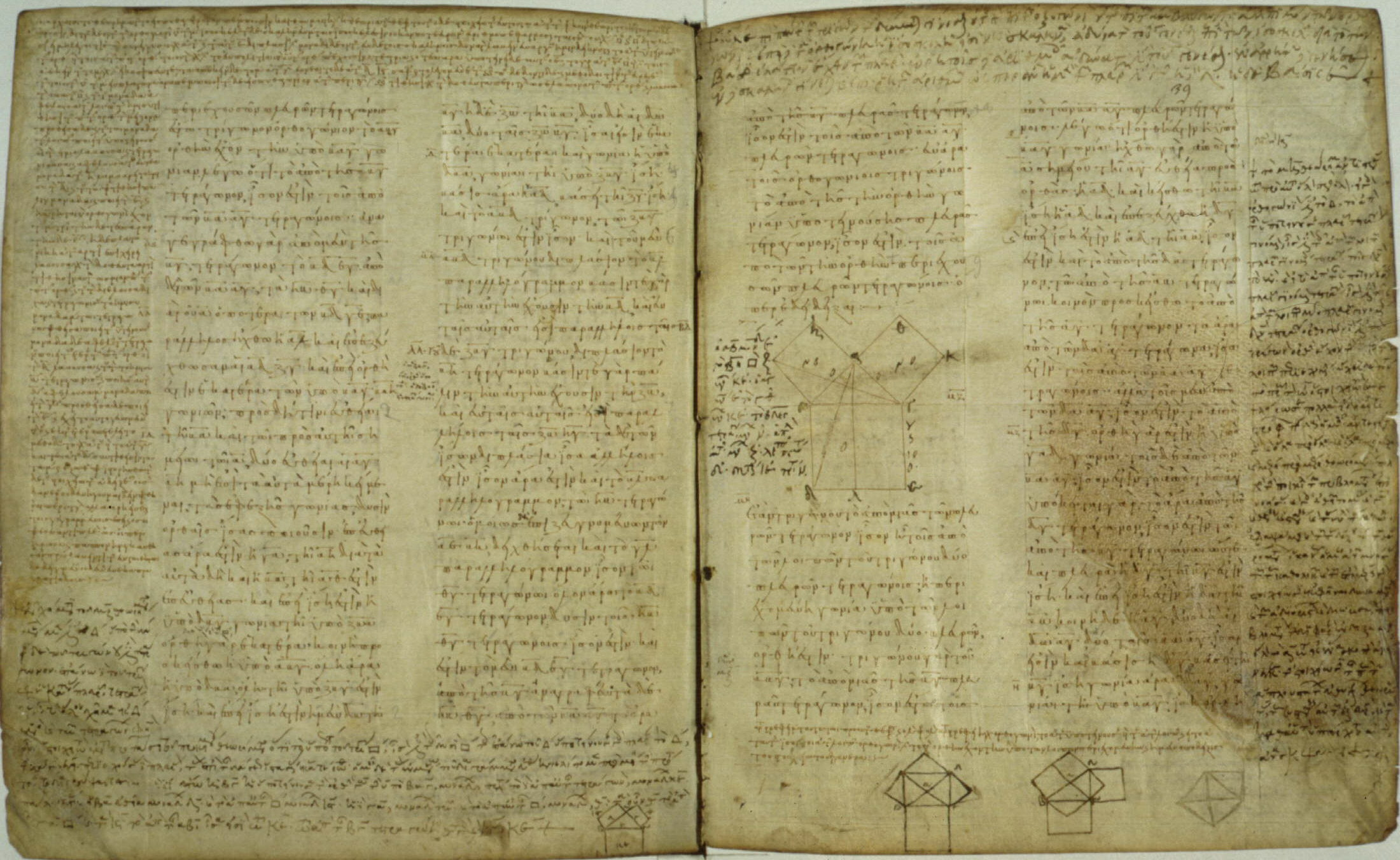
Codex Vaticanus 190

Autorem Elementów był Euklides, aczkolwiek uważa się, że większość jego dzieła to kompilacja znanych już wyników. Traktaty (zaginione) poświęcone geometrii pisali bowiem już przed nim Demokryt z Abdery, Ksenokrates, Heraklides z Pontu, a
Hipokrates z Chios oraz Leon (uczeń Neokleidesa) i Theudios z Magnezji ze szkoły Platona napisali nawet dzieła pod tym samym co Euklides tytułem. Być może jedynie niewielka część zawartości traktatu jest autorstwa Euklidesa, jednak jego dzieło okazało się o tyle doskonalsze, że wyparło wszystkie inne.
Od starożytności, przez średniowiecze, aż do końca XIX wieku Elementy należały do kanonu nauczania matematyki i do dziś mogą uchodzić za wzór ścisłości i zwięzłości matematycznej wypowiedzi.
Elementy były wielokrotnie komentowane, poprawiane i wydawane. Ważnego ujednolicenia i uproszczenia dzieła dokonał w IV wieku Teon z Aleksandrii. Na jego pracy opierały się wszystkie późniejsze tłumaczenia i edycje, aż do odkrycia w 1808 w
Bibliotece Watykańskiej innego greckiego rękopisu, wcześniejszego od wersji Teona. W VIII wieku pojawiły się przekłady arabskie, zaś w XII Adelard z Bath dokonał na ich podstawie pierwszego tłumaczenia Elementów na łacinę. Autorem kolejnego ujednolicenia był Federico Comandino, a jego wersja, oparta na tekstach arabskich, ukazała się w roku 1572. Nieco wcześniej (w 1505 roku) pojawiło się, również łacińskie, tłumaczenie wersji Teona. W 1703 roku ukazało się w Oksfordzie pierwsze kompletne wydanie Elementów po angielsku. Polskiego tłumaczenia ośmiu ksiąg Elementów, pt. Początków Jeometryi xiąg ośmioro, toiest sześć pierwszych, iedenasta i dwunasta, dokonał na początku XIX wieku Józef Czech; ukazało się ono w roku 1807 w Krzemieńcu. Za najlepsze uważane jest trójjęzyczne wydanie (tekst grecki z tłumaczeniem na łacinę i na niemiecki) pt. Euclidis Opera Omnia, opracowane przez duńskiego filologa Johana Ludviga Heiberga i wydane w latach 1883–1916.
Od roku 1482, gdy ukazało się oparte na wersjach arabskich pierwsze drukowane wydanie Elementów w języku łacińskim, doliczono się ponad 1000 wydań drukowanych i ciągle ukazują się kolejne – jedynie Biblia cieszy się większym powodzeniem u wydawców. Na układzie Elementów oparty jest też, popularny przed II wojną światową, podręcznik Geometria autorstwa Jana Zydlera.

## Metoda

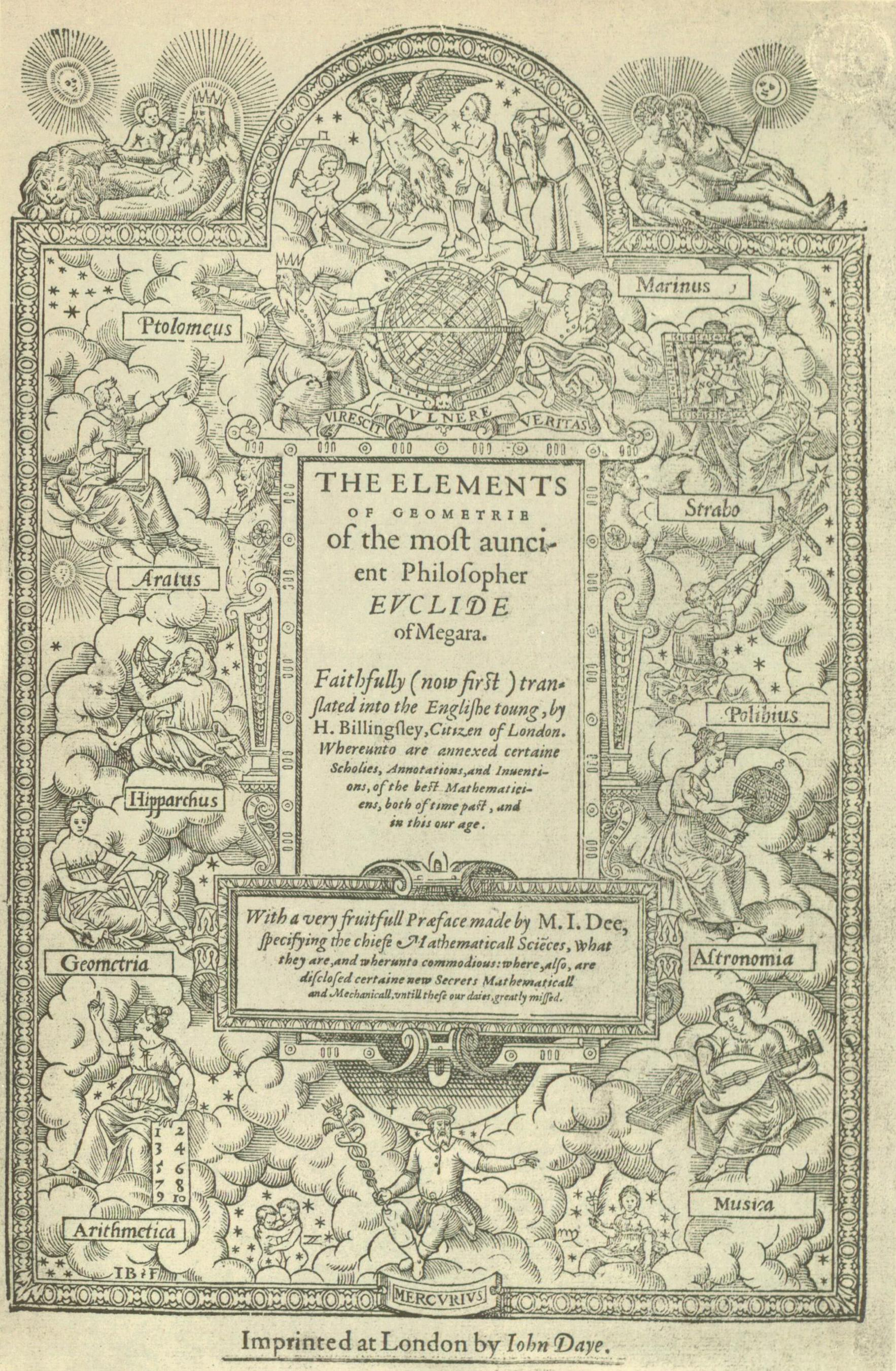
Okładka pierwszego (1570) angielskiego wydania Elementów

Traktat Euklidesa ma budowę dedukcyjną – po spisaniu listy pojęć pierwotnych i ich własności w postaci aksjomatów, drogą ścisłego rozumowania wyprowadzane są kolejne twierdzenia. Jest to cecha charakterystyczna dojrzałych teorii matematycznych, a geometria taką postać osiągnęła już w czasach Euklidesa.
O precyzji rozumowań przeprowadzanych w Elementach świadczy fakt, że pierwszą większą nieścisłość zauważono dopiero w drugiej połowie XIX wieku. Moritz Pasch doszedł do wniosku, że listę aksjomatów podaną przez Euklidesa należy uzupełnić o aksjomat zwany aksjomatem Pascha.
Poszukiwanie ścisłości, a jednocześnie prostoty rozumowań, doprowadziło matematyków do innych, niż zaproponowany przez Euklidesa, układów aksjomatów geometrii. W roku 1899 ukazała się klasyczna dziś praca Davida Hilberta Podstawy Geometrii (Grundlagen der Geometrie), która stała się podstawą większości stosowanych dziś aksjomatyk. Na układzie 21 aksjomatów Hilberta bazuje między innymi praca Podstawy geometrii Karola Borsuka i Wandy Szmielew.

## Struktura dzieła
Elementy spisane są w postaci trzynastu ksiąg. Oprócz treści czysto geometrycznych część z nich poświęcona jest zagadnieniom zaliczanym dziś do teorii liczb. Proklos napisał słynne komentarze do I księgi Elementów. Wyróżnił konstrukcje (problemata) i twierdzenia. Konstrukcje kończą się zwrotem: co było do wykonania, a twierdzenia zwrotem: co było do okazania.

### Planimetria
Księgi I–VI poświęcone są geometrii płaskiej.
Księga I
Dotyczy podstaw geometrii płaszczyzny. Euklides podaje w niej definicje podstawowych pojęć budowanej teorii, tak zwane aksjomaty, oraz pewniki (postulaty). Oto pięć stwierdzeń nazwanych przez Euklidesa aksjomatami:
1. Wielkości równe tej samej wielkości są wzajemnie równe.
2. Równe dodane do równych dają równe sumy.
3. Równe odjęte od równych dają równe różnice.
4. Rzeczy, które się pokrywają, są równe.
5. Całość jest większa od części.

Piąty postulat Euklidesa

Słynnych pięć pewników (lub postulatów) Euklidesa brzmi w wolnym tłumaczeniu następująco:
1. Dowolne dwa punkty można połączyć prostą.
2. Dowolną prostą można przedłużyć nieograniczenie.
3. Dla danego odcinka można zaznaczyć okrąg o środku w dowolnym punkcie i promieniu równym odcinkowi.
4. Wszystkie kąty proste są równe.
5. Dwie proste, które przecinają trzecią w taki sposób, że suma kątów wewnętrznych po jednej stronie jest mniejsza od dwu kątów prostych, przetną się z tej właśnie strony, jeśli się je odpowiednio przedłuży.

Uwaga: Euklides pisze o przedłużaniu „prostych”. Ta pozorna sprzeczność pojęciowa wynika stąd, że Grecy nie posługiwali się pojęciem nieskończoności tak, jak my dziś je używamy. Nieskończoność oznaczała dla nich nieograniczoną możliwość kontynuacji czegoś skończonego, tak więc prosta w ich rozumieniu była tym, co dziś nazywane jest odcinkiem.
Natychmiast z tego widać, dlaczego piąty pewnik Euklidesa budził tyle wątpliwości wśród całych pokoleń matematyków. Pierwsze ślady tego znajdują się w Komentarzu do pierwszej księgi Elementów Proklosa. Zauważa on, iż sformułowanie tego pewnika zajmuje prawie tyle miejsca, co pozostałych czterech, a jego „pewność” daleka jest od oczywistości. Uporczywe starania, by wyprowadzić piąty pewnik z pozostałych, doprowadziły na początku XVIII wieku Włocha Giovanniego Saccheriego do zapoczątkowania tak zwanej geometrii absolutnej, czyli bazującej na czterech pierwszych aksjomatach (choć on sam traktował to jako „ćwiczenie intelektualne”, w którym absurdalność wniosków opartych na zaprzeczeniu V postulatu ma potwierdzać jego prawdziwość).
Dalsze badania matematyków wykazały, że piąty pewnik Euklidesa nie zależy od pierwszych czterech i, zastępując go zaprzeczeniem, można otrzymywać inną geometrię. Ponieważ pewnik ten równoważny jest stwierdzeniu:
Do danej prostej, przez dany punkt, można poprowadzić co najwyżej jedną prostą rozłączną,
analizowano konsekwencje jego modyfikacji. Okazało się, że spójne geometrie można uzyskać w dwóch przypadkach: przez punkt nieleżący na prostej można poprowadzić nieskończenie wiele prostych rozłącznych z daną lub nie da się poprowadzić żadnej prostej rozłącznej (to ostatnie zdanie wymaga modyfikacji 2. aksjomatu). Pierwszą drogą poszli Carl Gauss, János Bolyai i Nikołaj Łobaczewski, otrzymując tak zwaną geometrię hiperboliczną, drugą poszedł w połowie XIX stulecia Bernhard Riemann, twórca geometrii eliptycznej. Ostateczną akceptację geometrii nieeuklidesowych zapewniły modele geometrii Bolyai-Łobaczewskiego zaproponowane w XIX wieku przez Eugenio Beltramiego oraz Feliksa Kleina.
Z pierwszej księgi Elementów pochodzą również dobrze znane wszystkim określenia:
punkt jest tym, co nie ma części;
linia to długość bez szerokości;
powierzchnia to coś, co ma tylko długość i szerokość
i inne. Dziś „punkt”, „linia” i „powierzchnia” stanowią pojęcia pierwotne, to znaczy niepodlegające definiowaniu (choć de facto aksjomaty są definicjami tego typu pojęć, tak zwanymi definicjami w uwikłaniu). Najwyraźniej jednak Euklides uważał, że czytelnikowi należy podsunąć pewne intuicje, choć sam nigdzie do nich się nie odwołuje.
Oprócz tego w księdze I Euklides opisuje kilka podstawowych konstrukcji geometrycznych (symetralna odcinka, dwusieczna kąta), dowodzi elementarnych własności kątów, trójkąta i twierdzenia Pitagorasa.
Księga II
Poświęcona jest temu, co dziś nazywamy algebrą geometryczną, czyli interpretacjom geometrycznym podstawowych wzorów algebry. Grecy uprawiali bowiem arytmetykę sposobem geometrycznym – na przykład dodawanie liczb realizowali jako dodawanie odpowiednich odcinków. W księdze II Euklides konstruuje, między innymi, dla danego odcinka o długości {\displaystyle a} odcinek o długości {\displaystyle {\sqrt {a}}} oraz dowodzi wzorów skróconego mnożenia.
Księga III
To geometria okręgu. Euklides omawia tu pojęcie kąta wpisanego, pojęcie stycznej do okręgu i zagadnienie potęgi punktu względem okręgu.
Księga IV
Omawia możliwości opisania wielokąta na okręgu i okręgu na wielokącie oraz wpisania wielokąta w okrąg i okręgu w wielokąt. Ponadto są tu podane konstrukcje trój-, czworo-, pięcio-, sześcio-, dziesięcio- i piętnastokątów foremnych.
Księga V
Jest najbardziej abstrakcyjną księgą Elementów. Przedstawia teorię proporcji Eudoksosa wielkości (to wspólne uogólnienie długości odcinków, miar kątów, pól figur płaskich i objętości brył), w swej idei bardzo zbliżoną do teorii przekrojów Dedekinda. Omówione są w niej wszystkie dobrze znane własności proporcji.
Księga VI
Zawiera zastosowania teorii proporcji do teorii podobieństwa wielokątów, przedstawia dowód twierdzenia Talesa i twierdzenia o podobieństwie trójkątów oraz zajmuje się związkami między stosunkami odcinków a polami powierzchni figur na nich opartych.

### Arytmetyka
Księgi VII–X omawiają zagadnienia arytmetyczne.
Księga VII
Omawia podstawowe własności liczb: podzielność, bycie liczbą pierwszą, pojęcia największego wspólnego dzielnika i najmniejszej wspólnej wielokrotności oraz algorytm Euklidesa.
Księga VIII
Głównym jej tematem są rozważania na temat postaci liczb {\displaystyle a,b} spełniających proporcję {\displaystyle a:x=x:b,} czyli konstrukcji ciągów geometrycznych.
Księga IX
Euklides wykorzystuje tu materiał dwóch poprzednich ksiąg do wykazania, że dla dowolnie wielu liczb pierwszych istnieje liczba pierwsza większa od każdej z nich (jest to nieskończoność potencjalna zbioru liczb pierwszych), omówienia konstrukcji liczb doskonałych oraz sita Eratostenesa.
Księga X
Poświęcona jest odcinkom (wielkościom) niewspółmiernym, odpowiednikom dzisiejszych liczb niewymiernych.

### Stereometria
Księgi XI–XIII to systematyczny wykład geometrii przestrzeni.
Księga XI
Przedstawia podstawowe pojęcia geometrii przestrzeni – podaje własności prostych i płaszczyzn w przestrzeni, prostopadłość i równoległość, kąty bryłowe i ich własności. Zamieszczone są tu również sposoby obliczania objętości równoległościanów.
Księga XII
Zawiera opis metody wyczerpywania, która służyła starożytnym do rozwiązywania zadań wymagających całkowania. Dzięki temu możliwe stało się znalezienie wzorów na objętość stożka, ostrosłupa, walca i kuli. Zanotowany jest fakt, że objętości kul mają się do siebie tak, jak sześciany ich promieni.
Księga XIII
Przypuszcza się, że nie jest ona dziełem Euklidesa, a została dodana do Elementów później.
Zawiera omówienie złotego podziału odcinka oraz rozważania na temat wielościanów foremnych (tak zwanych brył platońskich). Ostatnie twierdzenie brzmi: Istnieje tylko pięć wielościanów foremnych.
Uwaga: podane przez Euklidesa określenie wielościanu foremnego jest nieco odmienne od dzisiejszego. Uważał on za foremne wielościany, których ściany są przystającymi wielokątami foremnymi. Dzisiaj żąda się dodatkowo wypukłości takiej bryły i przystawania kątów bryłowych (być może milcząco Euklides przyjmował te założenia za oczywiste). W roku 1947 Hans Freudenthal i Bartel van der Waerden znaleźli wielościany spełniające warunki foremności podane w Elementach, lecz nieforemne według obecnej definicji.

## Znaczenie
Na strukturze dzieła Euklidesa wzorowali się zarówno matematycy i fizycy (Galileusz, Newton), jak i filozofowie (Spinoza i jego Ethica modo geometrico exposita). Przez stulecia było ono wzorem ścisłości i logicznej struktury i można w nim dopatrywać się zaczątków metodologii naukowej i późniejszej przewagi technicznej Zachodu nad kulturami Dalekiego Wschodu, poczynając od XVI wieku. Elementy Euklidesa były używane powszechnie jako podręcznik niemal do końca XIX wieku, czyli przez 2000 lat, zaś liczbą tłumaczeń na rozmaite języki świata ustępują jedynie Biblii.
W każdej kolejnej konstrukcji i twierdzeniu w Elementach ważną rolę odgrywa użycie diagramu z oznaczeniami literowymi, co później stało się ustalonym wzorcem.